# Circola un video su di me...
Circola un video su di me... è un video pubblicato il 5 dicembre 2009 in DVD, contenente un CD extra intitolato ... le nostre "preferite"... da Live Arena di Verona, tratte dall'omonimo album registrato all'Arena di Verona il 18 settembre 2008 e pubblicato il 20 febbraio 2009 dopo la partecipazione di Patty Pravo al Festival di Sanremo.
Contiene registrazioni live tratte da vari concerti, durante il Sold Out - Promo Tour 2008, effettuate e realizzate dai fan della cantante.
La tracklist del video, della durata di 1 ora e 15 minuti, contiene i più grandi successi live della cantante più due brani registrati in studio (E io verrò un giorno là ed E mi manchi tanto, cover del brano omonimo degli Alunni del sole) come tracce finali.
I contenuti extra sono tre:
- Dietro le quinte con pillole inedite di backstage;
- Comunicando... ovvero la registrazione dell'incontro di Patty Pravo con i fan il 28 ottobre 2009, all'Università "Studio 3" di Roma;
- La bambola 2008 (videoclip).[1]

## Formazione
- Massimiliano Agati: Batteria
- Adriano Lo Giudice: Basso elettrico
- Giovanni Boscariol: Produzione artistica, pianoforte, fender rhodes, tastiere, vocoder
- Edoardo Massimi: Chitarre e cori
- Moreno Viglione: Chitarre e cori
- Gabriele Bolognesi: Sax, flauto, ewi, percussioni e cori

## Tracce Dvd
1. Dai sali su - 4:27 (Marzi - Nicoletta Strambelli - Paul Jeffery - Dennis De Young)
2. Sentimento - 4:39 (Franco Migliacci - Bruno Zambrini)
3. Per una bambola - 3:33 (Maurizio Monti)
4. Pensiero stupendo - 4:07 (Ivano Fossati - Oscar Prudente)
5. Les etrangers - 6:30 (Harry Belafonte - Caseus - Mauro Paoluzzi - Enrico Papi)
6. ...E dimmi che non vuoi morire - 4:19 (Vasco Rossi - Gaetano Curreri - Roberto Ferri)
7. La viaggiatrice - Bisanzio - 4:17 (Paolo Dossena - Patty Pravo)
8. Io ti venderei - 4:05 (Lucio Battisti - Mogol)
9. Se perdo te - 3:18 (Sergio Bardotti - Paul Korda)
10. Pazza idea - 2:59 (Maurizio Monti - Paolo Dossena - Giovanni Ullu - Cesare Gigli)
11. La bambola - 3:36 (Franco Migliacci - Bruno Zambrini - Ruggero Cini)
12. Ragazzo triste - 4:14 (Gianni Boncompagni - Sonny Bono)
13. Qui e là - 3:43 (Aina Diversi - Allen Toussaint)
14. Let's go - 3:45 (Nicoletta Strambelli - Paul Martinez)
15. Tutt'al più - 6:25 (Franco Migliacci - Piero Pintucci)
16. E mi manchi tanto - 3:45  (Paolo Morelli)
17. E io verrò un giorno là - 4:02 (Andrea Cutri)

## Tracce Cd
1. Tutt'al più - 6:25 (Franco Migliacci - Piero Pintucci)
2. Se perdo te - 3:18 (Sergio Bardotti - Paul Korda)
3. Pazza idea - 2:59 (Maurizio Monti - Paolo Dossena - Giovanni Ullu - Cesare Gigli)
4. Pensiero stupendo - 4:07 (Ivano Fossati - Oscar Prudente)
5. ...E dimmi che non vuoi morire - 4:19 (Vasco Rossi - Gaetano Curreri - Roberto Ferri)
6. La bambola - 3:36 (Franco Migliacci - Bruno Zambrini - Ruggero Cini)
7. Ragazzo triste - 4:14 (Gianni Boncompagni - Sonny Bono)
8. Qui e là - 3:43 (Aina Diversi - Allen Toussaint)
9. Sentimento - 4:39 (Franco Migliacci - Bruno Zambrini)
10. Per una bambola - 3:33 (Maurizio Monti)
11. Les etrangers - 6:30 (Harry Belafonte - Caseus - Mauro Paoluzzi - Enrico Papi)
12. Io ti venderei - 4:05 (Lucio Battisti - Mogol)
13. E io verrò un giorno là - 4:02 (Andrea Cutri)
14. E mi manchi tanto - 3:45  (Paolo Morelli)